# Veľká Vápenica
Die Veľká Vápenica ist ein 1691 m n.m. hoher Berg in der Niederen Tatra. Er befindet sich am Hauptkamm des Gebirges zwischen den Bergen Kolesárová (1508 m n.m.) westlich und Heľpiansky vrch (1570 m n.m.) östlich von Poľana, im Kráľovohoľské Tatry genannten Teil der Niederen Tatra, und ist Teil des slowakischen Nationalparks Niedere Tatra. Der Gipfelbereich ist zwischen den Gemeinden Heľpa (Okres Brezno, Banskobystrický kraj) und Východná (Okres Liptovský Mikuláš, Žilinský kraj) geteilt.
Die Südhänge des plateauartigen Bergs sind überwiegend bewaldet, Bestände von Bergkiefern in der Krummholzstufe sowie einzelne Zirbeln erreichen fast den Kamm. Die Nord- und Nordosthänge sind hingegen kahl.

## Tourismus
Über den Gipfel passiert ein rot markierter Wanderweg zwischen dem Sattel Čertovica und Kráľova hoľa, hier Teil des Europäischen Fernwanderwegs E8 und zugleich des slowakischen Fernwanderwegs Cesta hrdinov SNP. Es gibt talwärtige Anschlüsse nach Heľpa südlich von Veľká Vápenica oder in die Siedlung Čierny Váh (Gemeinde Východná) über den Abzweig Ipoltica weiter nördlich, entweder am Sattel Priehybka südöstlich des Gipfels über einen blau markierten Wanderweg oder am Sattel Priehyba weiter westlich über einen gelb markierten Wanderweg.